# Cyclophora linearium
Cyclophora linearium là một loài bướm đêm trong họ Geometridae.